# Петро і Февронія
Петро і Февронія (в чернецтві Давид і Єфросинія) — російські православні святі.
Князь Петро в літописних джерелах не згадується. Деякі дослідники ототожнюють Петра і Февронії з відомим по літописах муромським князем Давидом Юрійовичем і його дружиною. Князь Давид Юрійович правив в Муромі з 1205 по 1228 рік і прийняв постриг з ім'ям Петра, про його дружину практично нічого не відомо. Князь Давид Юрійович і княгиня Єфросинія мали синів Святослава, Юрія і дочку Євдокію 24[джерело?]. За іншою версією, Петро і Февронія є персонажами народних легенд. Єдине джерело відомостей про святих — «Повість про Петра і Февронію Муромських», написана в кінці 1540-х років.
Петро і Февронія були канонізовані на церковному соборі 1547 року як місцевошановані святі. Вдень їх пам'яті 25 червня (8 липня) за юліанським календарем; 25 грудня 2012 року Священний синод Російської православної церкви встановив ще одне святкування святим — у неділю перед 6 (19 вересня) за юліанським календарем (перенесення їхніх мощей у 1992 році).
З 2008 року у Російській Федерації відзначається приурочений до Дня Петра та Февронії — День сім'ї, любові та вірності.

## Житійні дані
Відомості про Петра і Февронії відбуваються з «Повісті про Петра і Февронії Муромських» — однієї з вершин московської літератури XVI століття. Склав її у зв'язку з канонізацією Петра і Февронії на замовлення митрополита Макарія інок Єрмолай Прегрешний. Однак у Великі четьї-мінеї «житіє" Петра і Февронії, яке відрізняється «виключною легендарністю», митрополит не включив — воно поширювалося в якості апокрифа.
Згідно переказу, за кілька років до князювання Петро вбив вогняного змія, але забруднився кров'ю і захворів проказою, від якої ніхто не міг його вилікувати. Князю уві сні було відкрито, ніби його може зцілити дочка «древолазця» (бортника), добуваючого дикий мед, Февронія, селянка села Ласково на Рязанській землі. В одній з селянських хат у селі Ласкаво поблизу Рязані гонець, посланий на пошуки лікаря для хворого Муромського князя Петра, побачив дивне видовище: за ткацьким станом сиділа діва і ткала полотно, а перед нею скакав заєць. Говорячи загадками, Февронія випробовувала гостя на знання "мови мудрості". Перше іносказання Февронії "погано, коли будинок без вух, а світлиця без очей" містило повідомлення про те, що Февронія - неодружена дівчина, не має дитину [4]; у неї є заєць, але немає собаки: "Якщо б був у нашому домі пес, то відчув би, що ти підходиш до будинку, і став би гавкати на тебе: це - вуха будинку. А якби був у світлиці моїй дитина (текстові варіанти "отроча", "дітище"), то, побачивши, що йдеш в світлицю, сказав би мені про це: це - очі будинку" Февронія в якості плати за лікування побажала, щоб князь одружився з нею після зцілення, князь пообіцяв на ній одружитися. Февронія зцілила князя, проте він не додержав свого слова, оскільки Февронія була простою людиною. Але в процесі лікування Февронія навмисно не залікувала один струп на тілі князя, через що хвороба поновилася, Февронія знову вилікувала Петра, і він був змушений одружитися з нею.
Коли Петро успадкував князювання після брата, бояри не захотіли мати княгиню простого звання, заявивши йому: «Або відпусти дружину, яка своїм походженням ображає знатних баринь, або залиш Муром». Князь узяв Февронію, і на двох кораблях вони відплили на річці Оці.
В Муромі почалася смута, більшість пустилися домагатися вільного престолу, почалися вбивства. Тоді бояри попросили князя з дружиною повернутися. Князь і княгиня повернулися, і Февронія надалі зуміла заслужити любов городян.
У похилому віці прийнявши чернечий постриг у різних монастирях з іменами Давид і Єфросинія, вони благали Бога, щоб їм померти в один день, і заповіли тіла їх покласти в одній труні, заздалегідь приготувавши гробницю з одного каменю, з тонкою перегородкою. Померли вони в один день і годину. Визнавши поховання в одній труні несумісним з чернечим званням, їх тіла поклали в різних обителях, але наступного дня вони опинилися разом.

## Дата смерті
Днем церковного шанування святих є 25 червня за старим стилем. Вказівка літописів на те, що смерть князя Давида (Петра) і княгині і їх поховання випали на Світлу Седмицю (квітень) 1228 року, викликає питання невідповідності часу смерті і дати церковного шанування. Церковна богослужбова практика знає два випадки поминання святих — в день їх смерті і в день перенесення їх святих мощей. У житії («Повісті») мова однозначно йде про дату смерті: «...предаста вкупе святыя своя душа в руце божий месяця июня 25 день». Тим не менш, висловлено припущення, що з датою 25 червня, днем святої преподобномучениці Февронії Сирської, пов'язане перенесення мощей святих князя і княгині із зношеного Борисоглібського кафедрального собору в новозбудований собор Різдва Богородиці, вже існував в XV столітті (оновлений в XVI столітті) на Воєводській горі, де мощі зберігалися до радянського часу. Собор був знесений наприкінці 1930-х років.

## Мощі і шанування
Поховані були подружжя святих  в соборній церкві міста Мурома на честь Різдва Пресвятої Богородиці, зведеної над їхніми мощами за обітницею царем Іваном Грозним в 1553 році. Після встановлення радянської влади у 1921 році, мощі були відвезені в місцевий музей, де були виставлені у антирелігійній експозиції. З 1992 року мощі знаходяться у відкритому доступі для поклоніння в соборному храмі Свято-Троїцького монастиря в Муромі.
29 серпня 2012 року з храму Святої Катерини в Петербурзі викрали частинки мощей святих, в тому числі Петра і Февронії.
У Російській православній церкві встановлено спеціальний день вшанування святих — день Петра і Февронії.

## Пам'ятники

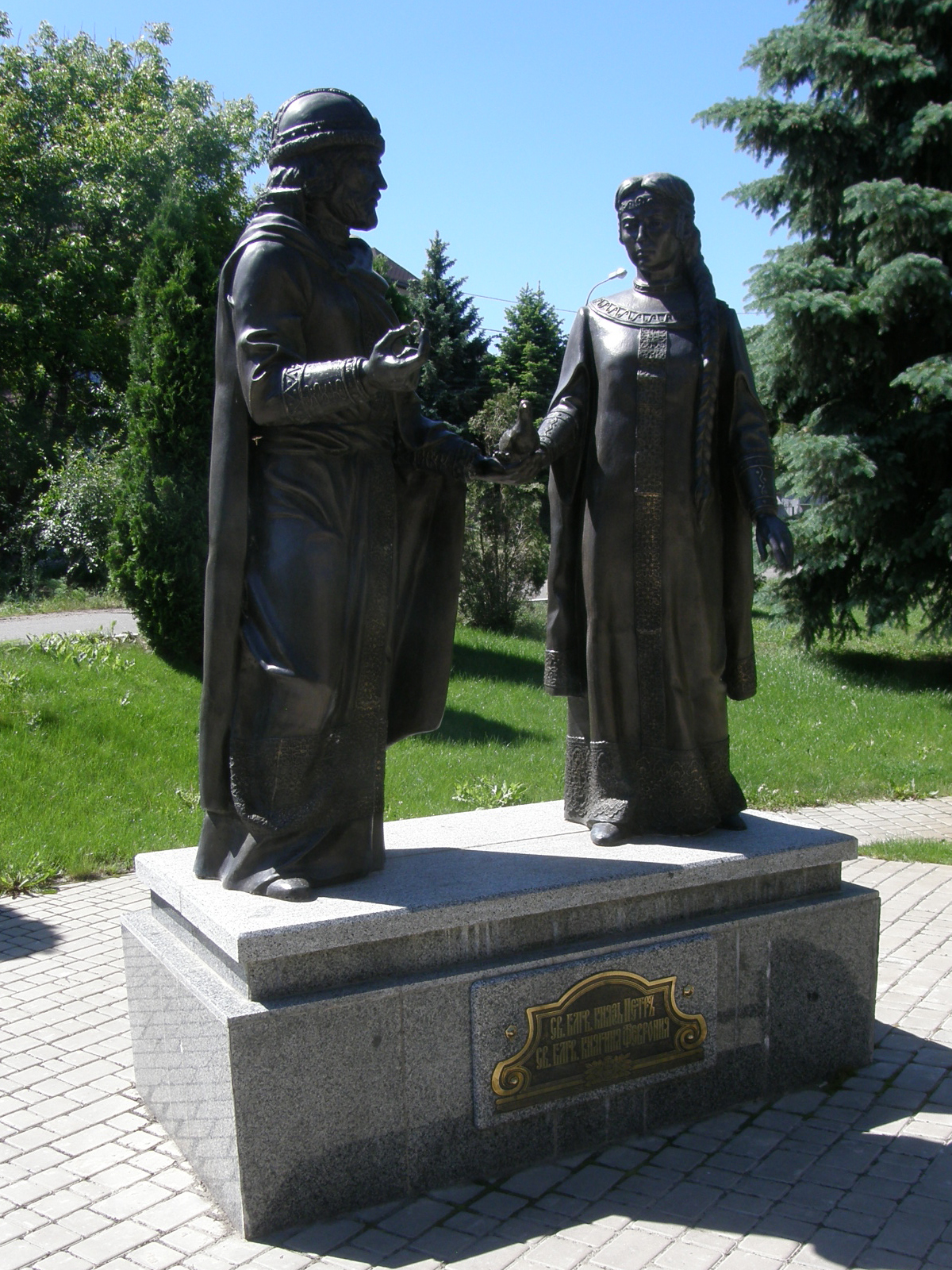
пам'ятник Петру і Февронії в Сергіївці, Краматорський район

Скульптурні композиції «Святі благовірні Петро і Февронія Муромські» в російських містах встановлюються з 2009 року в рамках загальнонаціональної програми «У колі сім'ї», створеної з благословення Патріарха московського Алексія II в 2004 році. Мета пам'яток, за словами президента програми Олександра Ковтунця, «створення позитивного образу сімейних цінностей, вірних і цнотливих відносин, любові і відданості в шлюбі, народження та виховання дітей у дусі любові до Батьківщини». Передбачається, що пам'ятники повинні відвідувати весільні процесії. Відкриття пам'ятників приурочується, як правило, до святкування Дня Петра і Февронії (8 липня). Масове тиражування скульптурних зображень православних святих не має прецеденту в історії православ'я.